# Enlinia albipes
Enlinia albipes är en tvåvingeart som beskrevs av Robinson 1969. Enlinia albipes ingår i släktet Enlinia och familjen styltflugor. Inga underarter finns listade i Catalogue of Life.